# Emilio Salgari
Emilio Carlo Giuseppe Maria Salgari (AFI: /salˈɡari/) (Verona, 21 agosto 1862 – Torino, 25 aprile 1911) è stato uno scrittore italiano di romanzi d'avventura molto popolari.
Autore straordinariamente prolifico, è ricordato soprattutto per aver creato le saghe d'avventura del ciclo indo-malese (o ciclo dei pirati della Malesia, del quale è protagonista il suo personaggio più celebre, Sandokan) e dei corsari delle Antille (in cui spicca il personaggio del Corsaro Nero). Scrisse anche romanzi storici, come Cartagine in fiamme, e diverse storie fantastiche, come Le meraviglie del Duemila in cui prefigura la società di allora a distanza di un secolo, un romanzo scientifico precursore della fantascienza in Italia. Molte sue opere hanno avuto trasposizioni cinematografiche e televisive.
La popolarità di Salgari è testimoniata anche dalla grande diffusione di apocrifi: oltre un centinaio le opere pubblicate col suo nome in realtà scritte da altri romanzieri.

## Biografia

### I primi anni
Nacque a Verona il 21 agosto 1862 da madre veneziana, Luigia Gradara (1830-1887), e padre veronese, Luigi Salgàri (1826-1889), commerciante di tessuti presso Porta Borsari a Verona, e fu battezzato il 7 settembre nella chiesa di S. Eufemia. Crebbe poi in Valpolicella, nel comune di Negrar, in frazione Tomenighe di Sotto, poi abbandonata per trasferirsi nell'attuale "Ca' Salgàri". A partire dal 1878 studiò poi al Regio Istituto Tecnico e Nautico "Paolo Sarpi" di Venezia, ma non arrivò mai a essere capitano di marina come avrebbe voluto. Abbandonati gli studi al secondo corso nel 1881, tornò a Verona per intraprendere l'attività giornalistica.

### Esordio
Ispirato dai racconti avventurosi di Assollant, Louis Boussenard, del capitano Mayne-Reid e dai libri storici e anche romanzeschi dell'orientalista Louis Jacolliot, Salgàri esordì come scrittore nelle appendici dei giornali. La sua prima opera pubblicata fu un racconto, I selvaggi della Papuasia, scritto all'età di vent'anni e in quattro puntate apparso, sul settimanale milanese La Valigia, con la sigla S.E. Tra il 15 settembre e il 12 ottobre 1883 pubblicò a puntate sul giornale veronese La Nuova Arena il romanzo Tay-See (riedito poi in volume con il titolo La Rosa del Dong-Giang nel 1897), quindi sullo stesso giornale il romanzo La tigre della Malesia (riedito come Le tigri di Mompracem), che riscosse un notevole successo, ma dal quale non ebbe alcun ritorno economico significativo, seguito da La favorita del Mahdi (1883-1884), scritto otto anni prima. Sempre nel 1883 divenne redattore del giornale stesso. Svolse un'intensa attività con gli pseudonimi Ammiragliador ed Emilius. Due anni dopo diventò redattore de L'Arena. Il 25 settembre 1885 arrivò a sfidare a duello un collega del quotidiano rivale l'Adige.

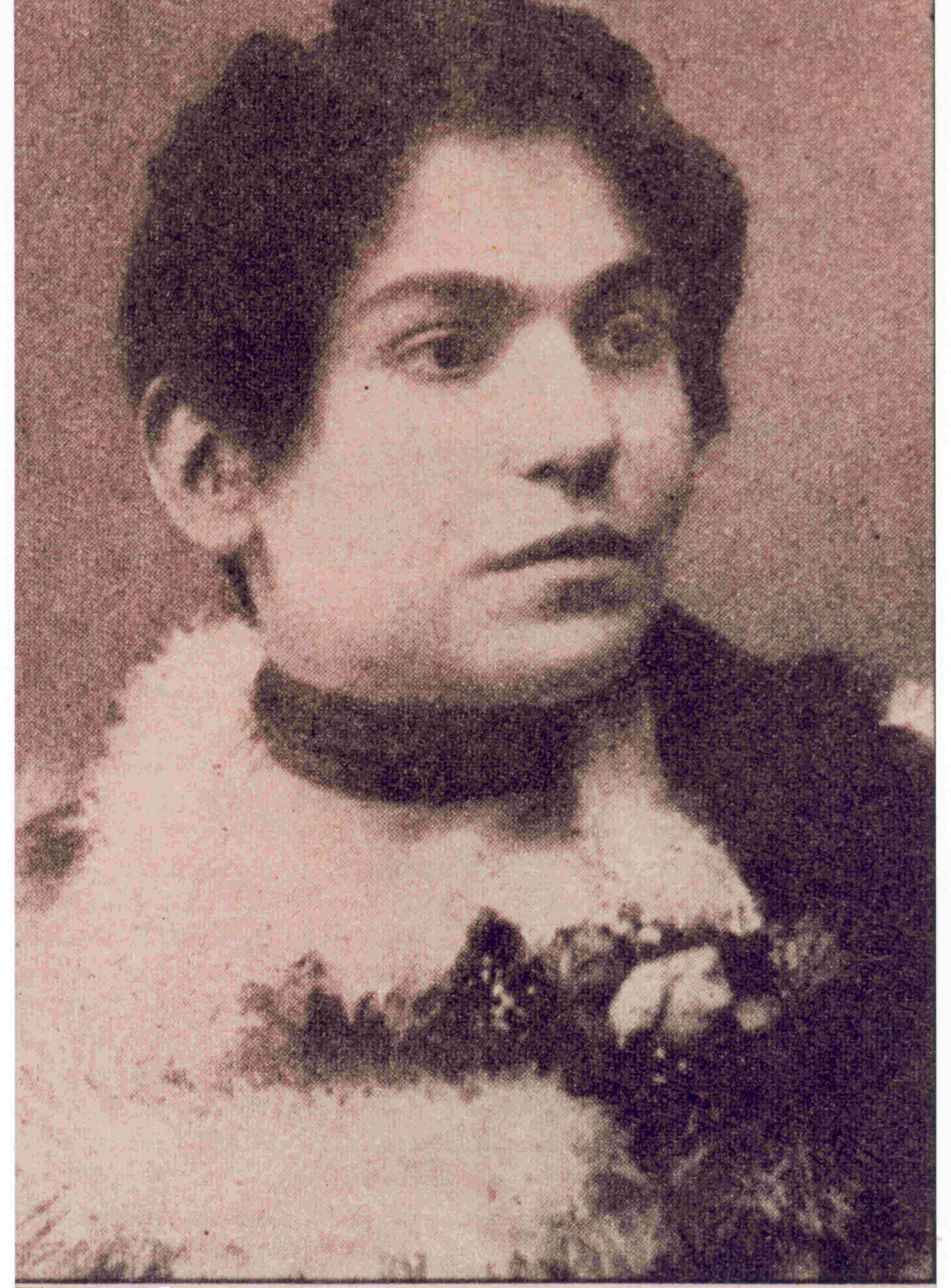
Ida Peruzzi, moglie di Emilio Salgari

Nel 1887 morì la madre, mentre il 27 novembre 1889 vi fu il suicidio del padre che, credendosi malato di una malattia incurabile, si gettò dalla finestra di casa. Qualche anno dopo, il 30 gennaio 1892, Emilio sposò Ida Peruzzi (1866-1922), un'attrice di teatro; dopo la nascita della figlia primogenita Fatima (1893-1914), i Salgari decisero di trasferirsi in Piemonte, dove Emilio aveva trovato un contratto con l'editore Speirani e, stabilitisi inizialmente a Ivrea nel 1894, vissero poi in una casa di piazza Pinelli a Cuorgnè e successivamente nella vicina Alpette. In questo periodo nacquero altri tre figli: Nadir (1896-1936), Romero (1899-1931) e Omar (1901-1963). Verso la fine del 1897, l'editore Anton Donath, con cui aveva iniziato a collaborare, lo convinse a trasferirsi a Genova e la famiglia si sistemò a Casa Rebora, a Sampierdarena (allora comune autonomo alle porte del capoluogo ligure). Durante il soggiorno ligure scrisse Il Corsaro Nero, pubblicato nel 1898 e considerato il capolavoro di Emilio Salgàri. Qui strinse anche amicizia con Giuseppe Garuti, in arte Pipein Gamba, che fu uno dei primi illustratori dei suoi lavori.

### La vita a Torino
Nel 1900, richiamato dall'editore Speirani, Salgàri si trasferì, con moglie e figli, definitivamente a Torino, in corso Casale, prima al civico 298 e poi al 205. Da qui Salgàri poteva facilmente raggiungere in tram la biblioteca civica centrale, dove trovava mappe e racconti di viaggi esotici che costituivano la base e lo spunto per le sue storie. Tra il 1892 e il 1898 pubblicò una trentina di opere, di cui 16 nel solo triennio 1894-1896: tra queste, sempre con Speirani, Il tesoro del presidente del Paraguay, Le novelle marinaresche di Mastro Catrame, Il re della montagna, Attraverso l'Atlantico in pallone e I naufragatori dell'Oregon. Il motivo di tutto questo lavoro erano i debiti che Salgàri continuava ad accumulare; nel 1896 lo scrittore firmò un altro contratto con l'editore genovese Donath e nel 1906 anche con il fiorentino Bemporad.
Il 3 aprile 1897, su proposta della regina d'Italia Margherita di Savoia, Salgari venne insignito dalla Real Casa del titolo di "Cavaliere dell'Ordine della Corona d'Italia". Ciononostante, la sua situazione economica non migliorò; a partire dal 1903 – quando la moglie iniziò a dare segni di follia – si moltiplicarono i debiti per potere pagare le cure. Nel 1910 la salute mentale della donna peggiorò ulteriormente e fu costretta a entrare in manicomio.
Nella sua vita Salgàri fu un "viaggiatore virtuale": il creatore della Tigre di Mompracem viaggiò pochissimo, ma fu un "divoratore di atlanti e dizionari", grazie ai quali inventò più di 1.300 personaggi, basando ogni suo libro su scrupolosi approfondimenti, e scontrandosi con gli editori dell'epoca a causa di gravi problemi economici.

### Declino e morte
(Emilio Salgari)

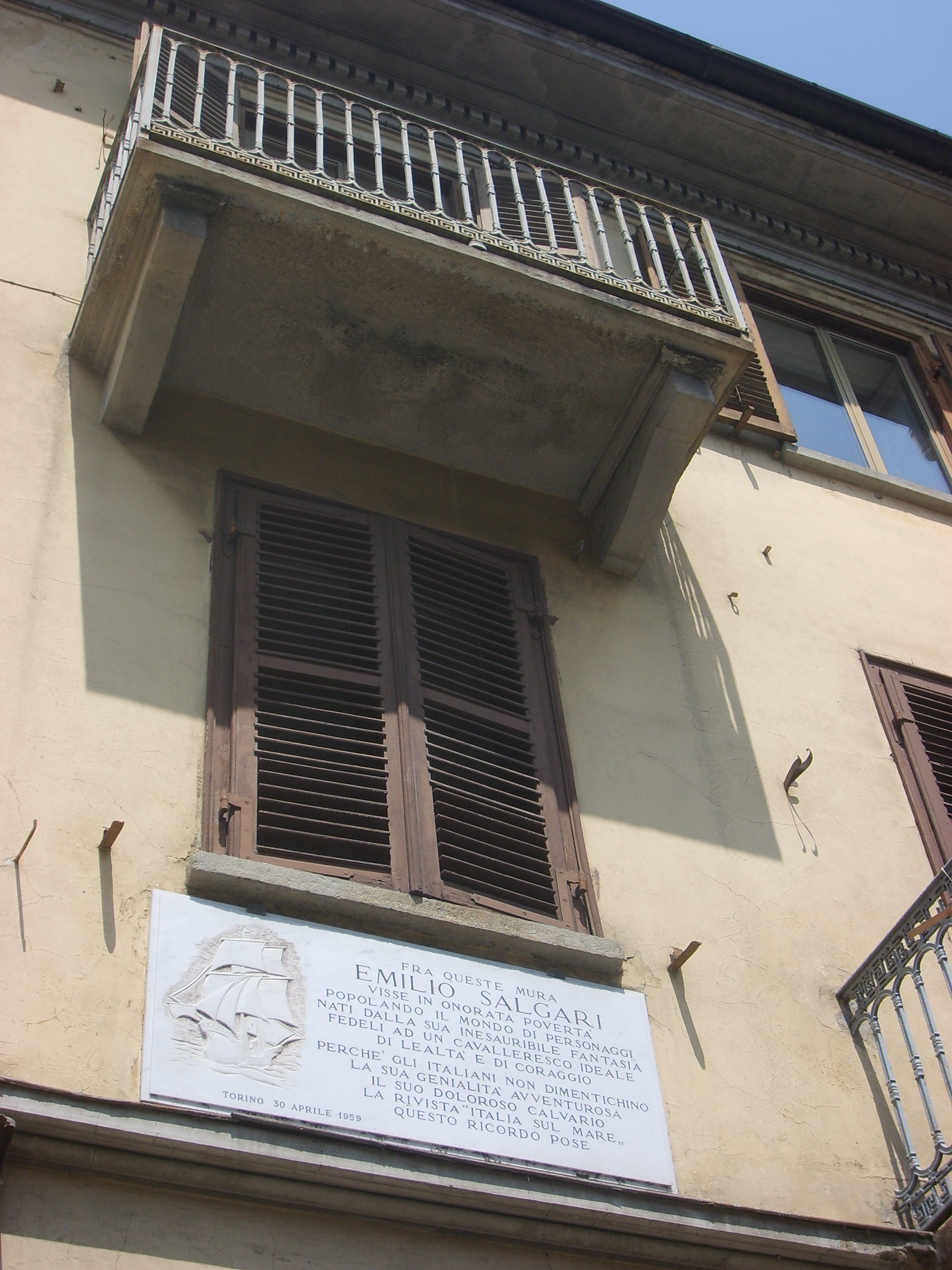
L'ultima dimora di Emilio Salgari a Torino in corso Casale 205, con la targa commemorativa

I contratti di lavoro obbligarono Salgàri a scrivere tre libri l'anno e, per mantenere quei ritmi, fu costretto a scrivere tre pagine al giorno. A causa del conseguente stress scriveva fumando un centinaio di sigarette al giorno e beveva un bicchiere di vino marsala dopo l'altro. Inoltre dirigeva contemporaneamente un periodico di viaggi. Più che un problema di sottocompensi in proporzione alla mole di lavoro il suo esaurimento nervoso fu dovuto soprattutto alla fatica e alla stanchezza. Non solo non guadagnava, ma non era nemmeno considerato dai circoli letterari dell'epoca, ultimo smacco alla sua dignità. All'amico pittore Gamba scriveva nel 1909:
I suoi nervi non ressero. A ciò si aggiunse la nostalgia della moglie, ricoverata da mesi in manicomio. Stressato e umiliato rimase da solo e con i figli da accudire. Sempre più depresso, nel 1909 tentò per la prima volta il suicidio, gettandosi sopra una spada, ma venne salvato in tempo dalla figlia Fatima. Poi, l'ultima intervista, quella di un giornalista, tal Antonio Casulli, inviato de Il Mattino di Napoli, che incontrò Salgàri nel dicembre 1910, e che anni più tardi dichiarò di avere respirato nella sua casa un'atmosfera come minimo triste e malinconica.
Infine decise di tentare nuovamente di togliersi la vita la mattina di martedì 25 aprile 1911. Salgari lasciò sul tavolo tre lettere note (ma pare che le lettere fossero 13 e i destinatari delle altre lettere abbiano via via smentito e poi confermato che le lettere esistessero, ma il contenuto è rimasto ignoto) e uscì da casa prendendo il suo solito tram con in tasca un rasoio. Le lettere erano indirizzate ai figli, ai direttori di giornali, ai suoi editori. Ai figli Omar, Nadir, Romero e Fatima scrisse:

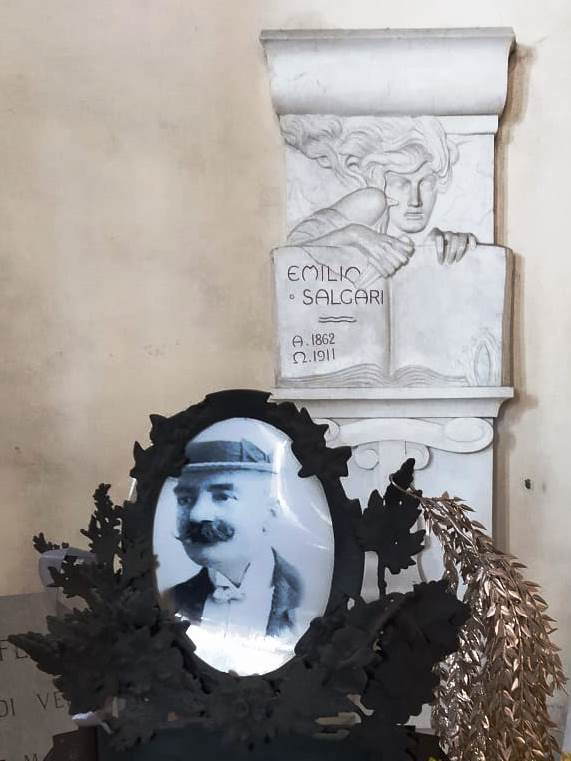
Tomba di Emilio Salgari al Pantheon Ingenio Claris del cimitero monumentale di Verona

Li informava poi su dove avrebbero potuto trovare il suo cadavere, ovvero in uno dei "burroncelli" del bosco di Val San Martino, sopra la chiesetta della Madonna del Pilone, la zona collinare che sovrasta il corso Casale di Torino, dove con la famiglia andava solitamente a fare i pic-nic. La zona esatta è quella del parco di Villa Rey, nei pressi dell'omonimo ex campeggio cittadino. A trovarlo morto non furono i figli, bensì Luigia Quirico, una lavandaia ventiseienne che era andata nel bosco per fare legna. Il corpo di Salgàri presentava la gola e il ventre squarciati in modo atroce. In mano stringeva ancora il rasoio. Si uccise come avrebbe potuto uccidersi uno dei suoi personaggi, in una sorta di seppuku, con gli occhi rivolti al sole che si leva.
I suoi funerali avvennero al Parco del Valentino, ma passarono inosservati perché in quei giorni Torino era impegnata a inaugurare l'imminente Esposizione internazionale per il cinquantenario dell'Unità d'Italia. La sua tomba, provvista di dedica, fu subito traslata nel famedio del cimitero monumentale di Verona.

### Discendenti
Altre tragedie colpirono successivamente anche la moglie e i figli dello scrittore. Nel 1914 Fatima, giovanissima, rimase vittima della tubercolosi, mentre nel 1922 la moglie Ida morì in manicomio. Nel 1931 fu di nuovo il suicidio la causa della morte dell'altro figlio, Romero. Nel 1936, per le ferite di un tragico incidente in moto, perse poi la vita Nadir, tenente di complemento del Regio Esercito.
Un'intervista, conservata nelle teche di Rai Storia del 1957, ritrae l'ultimogenito figlio vivo Omar, che racconta alle telecamere della vita di suo padre, e che a sua volta pubblicò romanzi avventurosi. Anche Omar in seguito si suicidò, gettandosi dal secondo piano del suo alloggio del quartiere San Donato, a Torino, il 5 novembre 1963.
L'ultimo discendente dello scrittore, il pronipote Romero jr. Salgàri (1959-2022), era noto alla cronaca perché nel 1984 uccise a coltellate a Montà d'Alba, in provincia di Cuneo, un'anziana pensionata di 72 anni a causa di un banale rimprovero.

## Produzione romanzesca

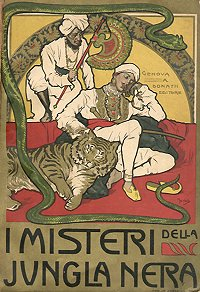
Copertina de I misteri della jungla nera

Salgàri deve la sua popolarità a un'impressionante produzione romanzesca, con ottanta opere (più di 200, considerando anche i racconti) distinte in vari cicli avventurosi, che vanno a costruire svariati universi narrativi e innumerevoli personaggi (tra cui alcuni di grande successo, come Sandokan, Yanez de Gomera e il Corsaro Nero), tutti di originale creazione dello scrittore, tranne che in un caso. Il romanzo del 1896 (ristampato in volume nel 1911) I predoni del gran deserto, infatti, fu scritto come seguito di un'opera altrui (Vita eccentrica di Vincenzina Ghirardi Fabiani). Generalmente i personaggi salgariani risultano inseriti in un accurato contesto storico; la ricostruzione delle informazioni riguardanti le vicende istituzionali dei paesi da lui descritti non si limita, per esempio, alla figura di James Brooke, il raja bianco di Sarawak.
Seri studi condotti dalla storica olandese Bianca Maria Gerlich (i cui lavori sono stati pubblicati da autorevoli riviste scientifiche quali Archipel nei Paesi Bassi e Oriente Moderno in Italia) hanno infatti permesso di ricostruire le fonti storiche e geografiche lette e utilizzate nelle biblioteche dal grande scrittore di romanzi d'avventura.
Salgari stesso pubblicò con vari pseudonimi numerose opere, spinto da motivazioni diverse, la più nota delle quali fu l'urgenza di aggirare la clausola contrattuale di esclusiva che lo teneva legato all'editore Donath. Tuttavia per lo stesso Donath pubblicò, sotto lo pseudonimo di Enrico Bertolini, tre romanzi nonché diversi racconti e testi di vario genere; in questo caso si sarebbe trattato di una precauzione utilizzata quando, incalzato da contratti e scadenze, lo scrittore usava più del dovuto elementi tratti da opere altrui (come nel caso di Le caverne dei diamanti, una libera versione del romanzo Le miniere di re Salomone di Henry Rider Haggard).
Salgàri è stato citato inoltre come uno dei principali precursori della fantascienza in Italia. Benché all'epoca fosse definito il "Verne italiano", in realtà lo scrittore veronese – secondo Gianfranco De Turris – "non era molto portato per la speculazione avveniristica e raramente inserì nel complesso delle sue opere marchingegni e macchinari che andassero oltre la tecnologia del proprio tempo". L'eccezione più notevole è costituita dal suo romanzo Le meraviglie del duemila (1907), considerato il testo più importante della "protofantascienza" italiana. Questo romanzo ambientato nel futuro, inizialmente edito nel 1907 con l'editore Bemporad e firmato per motivi contrattuali con lo pseudonimo di Guido Altieri, fu successivamente ampliato e ripubblicato a firma di Salgàri per l'editore Donath. Le altre opere di Salgàri non sono mai ambientate oltre la sua epoca, benché in vari altri romanzi salgariani vi siano spunti fantascientifici alla Verne.

## Opere
Cronologia delle opere, suddivise per cicli narrativi.

### Ciclo dei pirati della Malesia

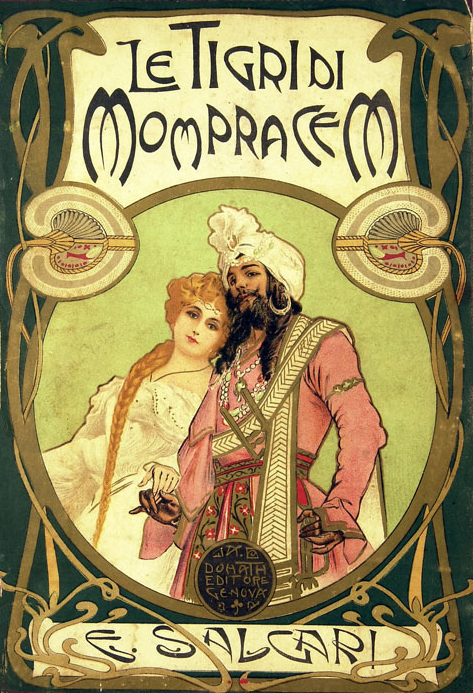
Le tigri di Mompracem, illustrazione di Alberto della Valle (1900)

1. La tigre della Malesia, ne La Nuova Arena, nn. 10-12, 1883, 1-3, 1884. Poi Le tigri di Mompracem, Genova, Donath, 1900.
2. Gli strangolatori del Gange, ne Il Telefono, 10 gennaio-15 aprile 1887. Poi I misteri della jungla nera, Genova, Donath, 1895.
3. I pirati della Malesia, Genova, Donath, 1896.
4. Le due tigri, Genova, Donath, 1904.
5. Il Re del Mare, Genova, Donath, 1906.
6. Alla conquista di un impero, Genova, Donath, 1907.
7. Sandokan alla riscossa, Firenze, Bemporad, 1907.
8. La riconquista di Mompracem, Firenze, Bemporad, 1908.
9. Il bramino dell'Assam, Firenze, Bemporad, 1911.
10. La caduta di un impero, Firenze, Bemporad, 1911.
11. La rivincita di Yanez, Firenze, Bemporad, 1913.

### Ciclo dei corsari delle Antille

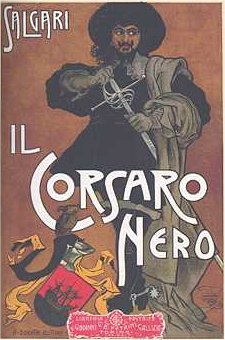
Copertina de Il Corsaro Nero di Emilio Salgari (1898), 3ª edizione, 1904, illustrazione di Alberto della Valle (1851-1928)

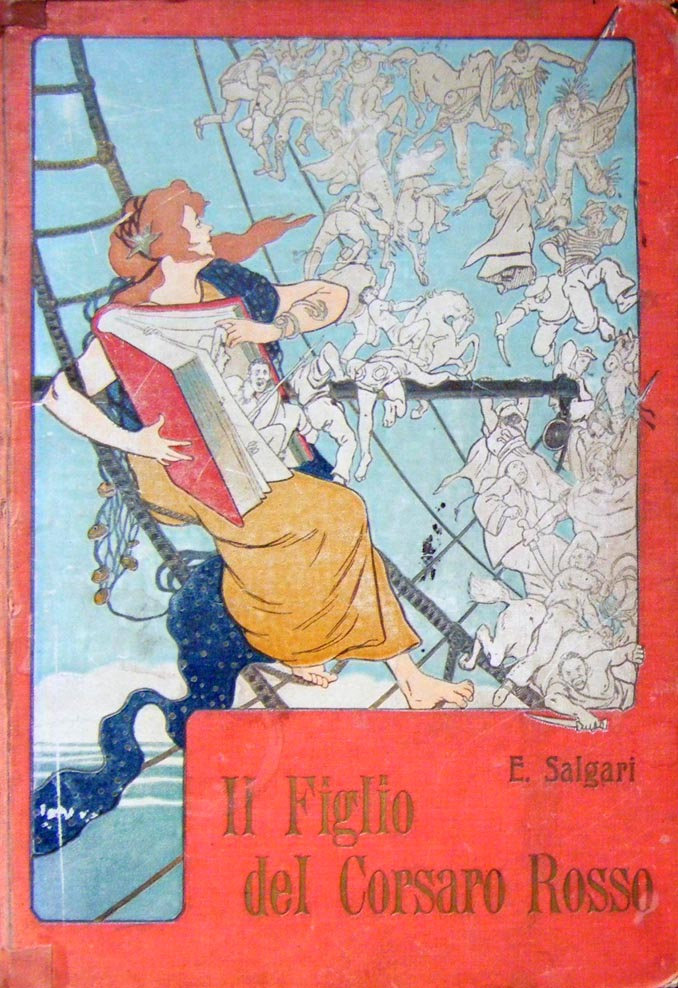
Copertina generica usata per vari romanzi di Salgari: in questo caso si tratta de Il figlio del Corsaro Rosso; illustrazione di Alberto della Valle (1851-1928), ed. Bemporad

1. Il Corsaro Nero, Genova, Donath, 1898.
2. La regina dei Caraibi, Genova, Donath, 1901.
3. Jolanda, la figlia del Corsaro Nero, Genova, Donath, 1905.
4. Il figlio del Corsaro Rosso, Firenze, Bemporad, 1908.
5. Gli ultimi filibustieri, Firenze, Bemporad, 1908.

### Ciclo dei corsari delle Bermude
1. I corsari delle Bermude, Firenze, Bemporad, 1909.
2. La crociera della Tuonante, Firenze, Bemporad, 1910.
3. Straordinarie avventure di Testa di Pietra, Firenze, Bemporad, 1915.

### Ciclo del Far West
1. Sulle frontiere del Far-West, Firenze, Bemporad, 1908.
2. La scotennatrice, Firenze, Bemporad, 1909.
3. Le selve ardenti, Firenze, Bemporad, 1910.

### Cicli minori

#### I due marinai

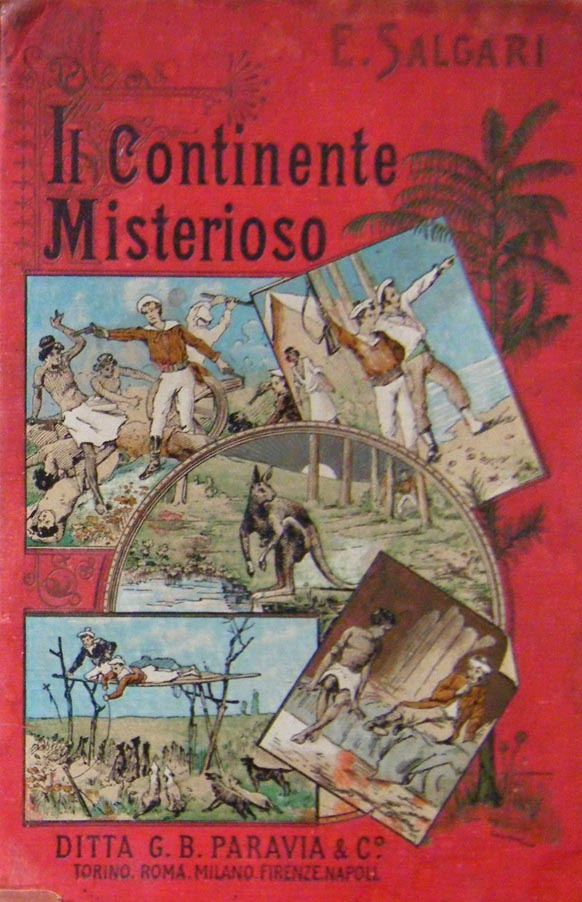
Copertina de Il continente misterioso, illustrata di Giovanni Battista Carpanetto (1863–1928), ed. Paravia

- Il tesoro del presidente del Paraguay, Torino, Speirani, 1894.
- Il continente misterioso. Avventure nell'Australia, Torino, Paravia, 1894.

#### Il Fiore delle Perle
- Le stragi delle Filippine, Genova, Donath, 1897.
- Il Fiore delle Perle, Genova, Donath, 1901.

#### I figli dell'aria
- I figli dell'aria, Genova, Donath, 1904.
- Il re dell'aria, Firenze, Bemporad, 1907.

#### Capitan Tempesta
- Capitan Tempesta, Genova, Donath, 1905.
- Il leone di Damasco, Firenze, Bemporad, 1910.

### Avventure in India
- Il capitano della Djumna, Genova, Donath, 1897.
- La Montagna di luce, Genova, Donath, 1902.
- La Perla Sanguinosa, Genova, Donath, 1905.

### Avventure africane
- La favorita del Mahdi, Milano, Guigoni, 1887.
- I drammi della schiavitù, Roma, Voghera, 1896.
- La Costa d'Avorio, Genova, Donath, 1898.
- Le caverne dei diamanti, Genova, Donath, 1899. (libera riduzione del romanzo Le miniere di re Salomone di Henry R. Haggard)
- Avventure straordinarie d'un marinaio in Africa, come E. Bertolini, Genova, Donath, 1899.
- La montagna d'oro. Avventure nell'Africa centrale, come Guido Altieri, Palermo, Biondo, 1901. (noto anche come Il treno volante, Milano, Sonzogno, 1926)
- La giraffa bianca, come G. Landucci, Livorno, Belforte, 1902.
- I predoni del Sahara, Genova, Donath, 1903.
- Le pantere di Algeri, Genova, Donath, 1903.
- Sull'Atlante, Firenze, Bemporad, 1907.
- I briganti del Riff, Firenze, Bemporad, 1911.
- I predoni del gran deserto, ne Il Novelliere Illustrato, 29 novembre-27 dicembre 1896; poi Napoli, Urania, 1911.

### Avventure in Russia
- Gli orrori della Siberia, Genova, Donath, 1900.
- Le Aquile della steppa, Genova, Donath, 1907.

### Fantascienza
- Le meraviglie del duemila, Firenze, Bemporad, 1907.

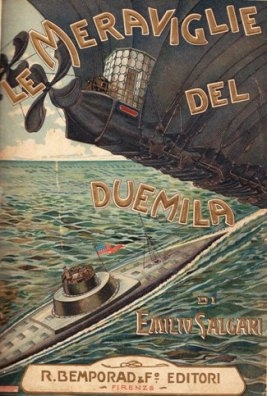
Copertina del romanzo Le meraviglie del duemila (1907), considerato il testo più importante della "protofantascienza" italiana. Illustrazione di Carlo Chiostri.

### Romanzi storici
- Le figlie dei Faraoni, Genova, Donath, 1905.
- Cartagine in fiamme, Genova, Donath, 1908.

### Avventure in Persia
- Il re della montagna. Romanzo persiano, Torino, Speirani, 1895.

### Romanzi d'Oriente
- La scimitarra di Budda, Milano, Treves, 1892.
- I naufragatori dell'Oregon, Torino, Speirani, 1896.
- Le stragi della China. Grande romanzo di avventure nell'estremo Oriente, come Guido Altieri, Palermo, Biondo, 1901. Poi Il sotterraneo della morte, Palermo, Biondo, 1902.
- Sul mare delle perle. Il marajah di Jafnapatam, come G. Landucci, Livorno, Belforte, 1903.
- La città del re lebbroso, Genova, Donath, 1904.
- La gemma del fiume rosso, come G. Landucci, Livorno, Belforte, 1904.
- L'eroina di Port Arthur. Avventure russo-giapponesi, come Guido Altieri, Torino, Speirani, 1904. (noto anche come La naufragatrice, Milano, Sonzogno, 1924.)

### Romanzi in Oceania
- I pescatori di trepang, Milano, Cogliati, 1896.
- I Robinson italiani, Genova, Donath, 1896.
- Il tesoro della Montagna Azzurra, Firenze, Bemporad, 1907.

### Romanzi di mare
- I pescatori di balene, Milano, Treves, 1894.
- Un dramma nell'Oceano Pacifico, Firenze, Bemporad, 1895.
- Attraverso l'Atlantico in pallone, Torino, Speirani, 1896.
- Gli scorridori del mare, come Romero, Genova, Donath, 1900.
- I solitari dell'Oceano, Genova, Donath, 1904.

### Romanzi del Far West
- Il re della prateria, Firenze, Bemporad, 1896.
- Il figlio del cacciatore d'orsi, come A. Permini, Genova, Donath, 1899.
- Avventure fra le pelli-rosse, come G. Landucci, Torino, Paravia, 1900.
- I minatori dell'Alaska, Genova, Donath, 1900.
- La Sovrana del Campo d'Oro, Genova, Donath, 1905.

### Romanzi tra i ghiacci
- Al Polo Australe in velocipede, Torino, Paravia, 1896.
- Nel paese dei ghiacci, Torino, Paravia, 1896. (Comprende i racconti: I naufraghi dello Spitzberg e I cacciatori di foche della Baia di Baffin)
- Al Polo Nord, Genova, Donath, 1898.
- La "Stella polare" e il suo viaggio avventuroso, Genova, Donath, 1901. (anche come Verso l'Artide con la Stella Polare, Milano, Vallardi, 1929.)
- La Stella dell'Araucania, Genova, Armanino, 1906.
- Una sfida al Polo, Firenze, Bemporad, 1909.

### Romanzi nelle Americhe
- I naufraghi del Poplador, Milano, Treves, 1895.
- La città dell'oro, Milano, Treves, 1898.
- La capitana del Yucatan, Genova, Donath, 1899.
- L'uomo di fuoco, Genova, Donath, 1904.
- Duemila leghe sotto l'America, Milano, Guigoni, 1888; rivisto, aggiornato e riedito come Il tesoro misterioso, Como, Società editrice Roma, 1907.

### Romanzi in Italia
- I naviganti della Meloria, come E. Bertolini, Genova, Donath, 1902.

### Racconti
- Tay-See, ne La Nuova Arena, nn. 9-10, 1883; poi La rosa del Dong-Giang. Novella cocincinese, Livorno, Belforte, 1897.
- Le novelle marinaresche di Mastro Catrame, Torino, Speirani, 1894; riedito come Il vascello maledetto, Milano, Casa ed. Italiana, 1909. (volume di racconti)
- Le grandi pesche nei mari australi, Torino, Speirani, 1904.
- I racconti della bibliotechina aurea illustrata (1900-1906)
- Storie rosse, Firenze, Bemporad, 1910. (contiene 15 capitoli tratti da altrettanti romanzi di Salgàri raccolti e ordinati da Achille Lanzi)

### Autobiografia
- La Bohème italiana; Una vendetta malese, Firenze, Bemporad, 1909.

## Traduzioni
- Fernand Calmettes, Valor di fanciulla, Torino, Paravia, 1895 (il traduttore viene indicato come Enrico Salgàri).
- Henry de Brisay, Spada al vento, Torino, Paravia, 1895.

## Apocrifi
La popolarità delle opere di Salgàri è provata anche dalla grande diffusione di apocrifi: più di un centinaio, che editori privi di scrupoli gli attribuirono, generalmente in accordo con gli eredi. I più famosi furono i cinque romanzi a firma congiunta Luigi Motta-Emilio Salgàri – in realtà scritti da Motta o da Emilio Moretto – e quelli commissionati dagli eredi Nadir e Omar ad alcuni ghostwriter come Giovanni Bertinetti – il più prolifico autore di apocrifi salgariani – e Americo Greco. Un altro autore di apocrifi fu Renzo Chiarelli.
Tra i più rilevanti romanzi apocrifi quelli elencati di seguito completano il ciclo salgariano dei Corsari delle Antille:
- Il Corsaro Rosso, Casa editrice Impero, 1941. (Non ci sono copie in tale data), scritto in realtà da Americo Greco.
- Il Corsaro Verde, Casa editrice Impero, 1945, scritto in realtà da Sandro Cassone.
- Le ultime imprese del Corsaro Nero, Sonzogno, 1941, autore originale sconosciuto.
- La figlia del Corsaro Verde, Sonzogno, 1941, scritto in realtà da Renzo Chiarelli.

Inoltre, celeberrimo, José il Peruviano: che, ancora nel '47, l'editrice Marzocco attribuiva a Salgari (a cura di suo figlio Nadir). La ristampa pirata di questi e altri falsi salgariani fonda una vasta, tumultuosa e non del tutto esplorata ''biblioteca'' delle prime opere dell'autore lasciate incomplete.

## Filmografia
In ordine alfabetico-cronologico i film tratti dalle opere salgariane (parziale):
- Il corsaro nero, regia di Vitale De Stefano (1921)
- Jolanda, la figlia del Corsaro Nero, regia di Vitale De Stefano (1921)
- La regina dei Caraibi, regia di Vitale De Stefano (1921)
- Gli ultimi filibustieri, regia di Vitale De Stefano (1921)
- Il corsaro rosso, regia di Vitale De Stefano (1921)
- Il figlio del Corsaro Rosso, regia di Vitale De Stefano (1921)
- Il corsaro nero, regia di Rodolfo Ferro (1928) film incompleto
- Il corsaro nero, regia di Amleto Palermi (1937)
- I pirati della Malesia, regia di Enrico Guazzoni (1941)
- La figlia del Corsaro Verde, regia di Enrico Guazzoni (1941)
- Le due tigri, regia di Giorgio Simonelli (1941)
- Capitan Tempesta, regia di Corrado D'Errico e Umberto Scarpelli (1942)
- Il leone di Damasco, regia di Corrado D'Errico ed Enrico Guazzoni (1942)
- I cavalieri del deserto/Gli ultimi tuareg, regia di Osvaldo Valenti (1942) film incompiuto
- Gli ultimi filibustieri, regia di Marco Elter (1943)
- Il figlio del corsaro rosso, regia di Marco Elter (1943)
- El Corsaro Negro, regia di Chano Urueta (1944)
- I tre corsari, regia di Mario Soldati (1952)
- Jolanda, la figlia del Corsaro Nero, regia di Mario Soldati (1953)
- Il tesoro del Bengala, regia di Gianni Vernuccio (1953)
- I misteri della jungla nera, regia di Gian Paolo Callegari e Ralph Murphy (1954)
- La vendetta dei Tughs, regia di Gian Paolo Callegari e Ralph Murphy (1954)
- Il figlio del corsaro rosso, regia di Primo Zeglio (1959)
- Cartagine in fiamme, regia di Carmine Gallone (1959)
- Morgan il pirata, regia di Primo Zeglio (1960)
- Sandokan, la tigre di Mompracem, regia di Umberto Lenzi (1963)
- I pirati della Malesia, regia di Umberto Lenzi (1964)
- Sandokan alla riscossa, regia di Luigi Capuano (1964)
- Sandokan contro il leopardo di Sarawak, regia di Luigi Capuano (1964)
- I misteri della giungla nera, regia di Luigi Capuano (1964)
- La montagna di luce, regia di Umberto Lenzi (1965)
- L'avventuriero della Tortuga, regia di Luigi Capuano (1965)
- I predoni del Sahara, regia di Guido Malatesta (1965)
- Le tigri di Mompracem, regia di Mario Sequi (1970)
- Il corsaro nero, regia di Lorenzo Gicca Palli (1971)
- Sandokan, regia di Sergio Sollima (1976) – Sceneggiato TV in 6 puntate
- Il corsaro nero, regia di Sergio Sollima (1976)
- La tigre è ancora viva: Sandokan alla riscossa!, regia di Sergio Sollima (1977)
- Il segreto del Sahara, regia di Alberto Negrin (1987) – Miniserie TV in 4 puntate
- I misteri della giungla nera, regia di Kevin Connor (1991) – Miniserie TV in 3 puntate
- Il ritorno di Sandokan, regia di Enzo G. Castellari (1996) – Miniserie TV in 4 puntate
- L'elefante bianco, regia di Gianfranco Albano (1998) – Miniserie TV in 2 puntate

## Intitolazioni
- L'asteroide 1998 UC23 è stato denominato 27094 Salgari.[32]
- Nel 2011 Alitalia ha dedicato allo scrittore uno dei suoi Airbus A320-216 (EI-DSF).

## Influenza culturale
- Che Guevara da giovane lesse 62 opere dello scrittore veronese.[33]
- Alfredo Castelli ha scritto nel 2010 una storia a fumetti di Martin Mystère ispirata a un romanzo incompiuto dello scrittore, Il leone del Transvaal.[34][35]
- Nel 1995 il primo coreografo, ballerino e regista Daniel Ezralow realizza lo spettacolo multimediale Salgari, con musiche originali di Ludovico Einaudi.
- La cantante Rossana Casale ha inciso la canzone intitolata Salgari, contenuta nell'album Incoerente jazz.
- Il cantante dialettale comasco Davide Van De Sfroos ha intitolato una sua canzone, e l'album omonimo in cui essa è contenuta, Yanez, come uno dei più famosi personaggi del ciclo indo-malese. Per coincidenza la canzone è stata presentata al Festival di Sanremo nel centesimo anniversario dalla morte di Salgari (2011).
- Nel 2011 lo scrittore messicano Paco Ignacio Taibo II ha pubblicato un romanzo dichiaratamente salgariano, dal titolo Ritornano le tigri della Malesia.[36]
- Nel 2012 Paolo Bacilieri pubblica per Coconino Press la graphic novel Sweet Salgari sulla vita dello scrittore.
- Nel 2015 il regista e scrittore Corrado Farina pubblica per Daniela Piazza Editore Vita segreta di Emilio Salgari, una "autobiografia immaginaria"; è la terza volta che torna sul personaggio, dopo il cortometraggio Salgari della nostra infanzia (1971) e il romanzo Giallo antico (1999).
- Nel 2021 il cantante Caparezza nella canzone "El sendero" tratta dall'album Exuvia paragona  il proprio modo di scrivere a quello di Salgàri: "Vivo le mie storie, magari / Chiuso in casa come Salgàri / Chino sui libri e sui manuali"